# Rogatki miejskie Wrocławia

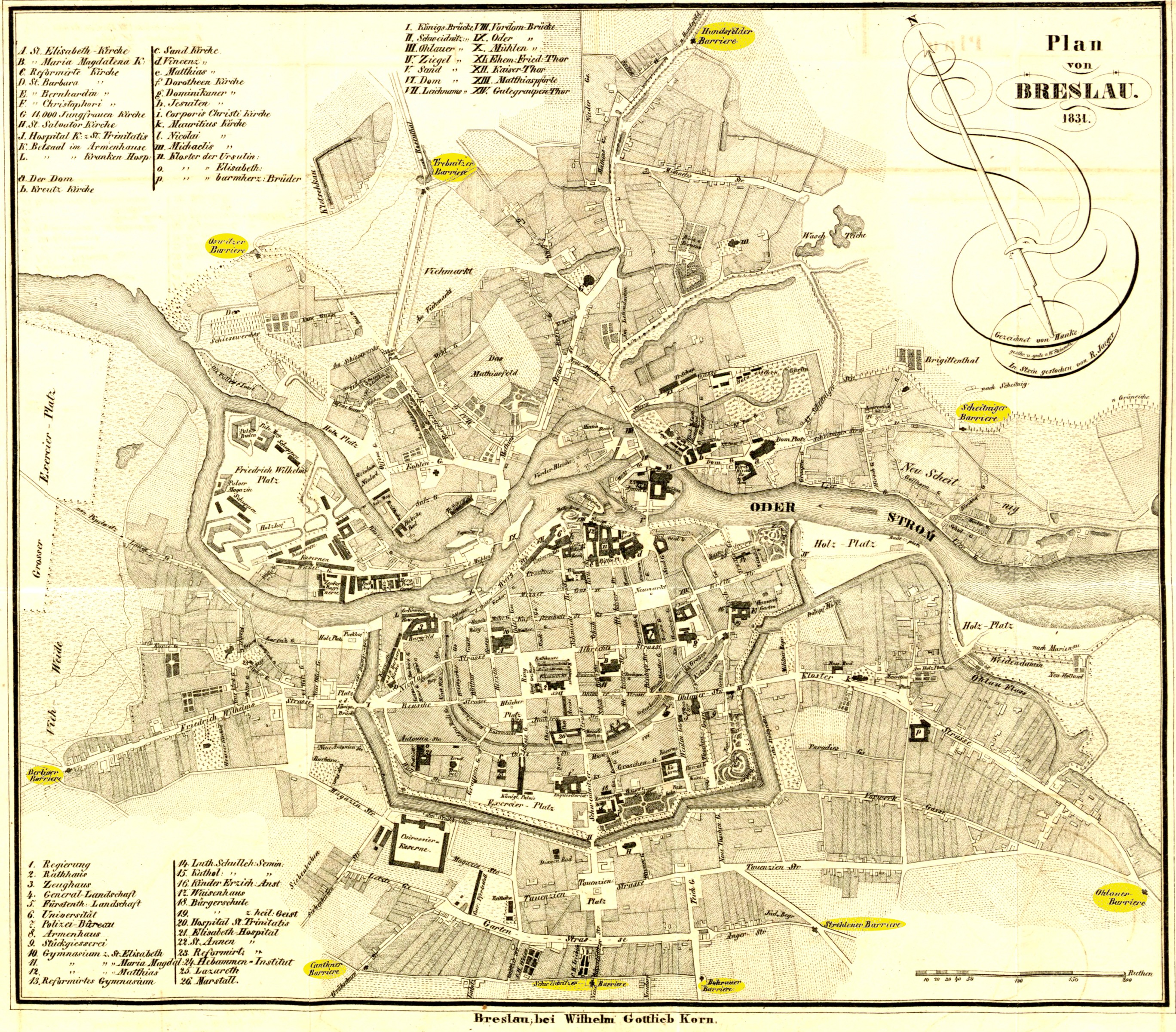
Plan Wrocławia z 1831 roku z zaznaczonymi (na żółto) rogatkami

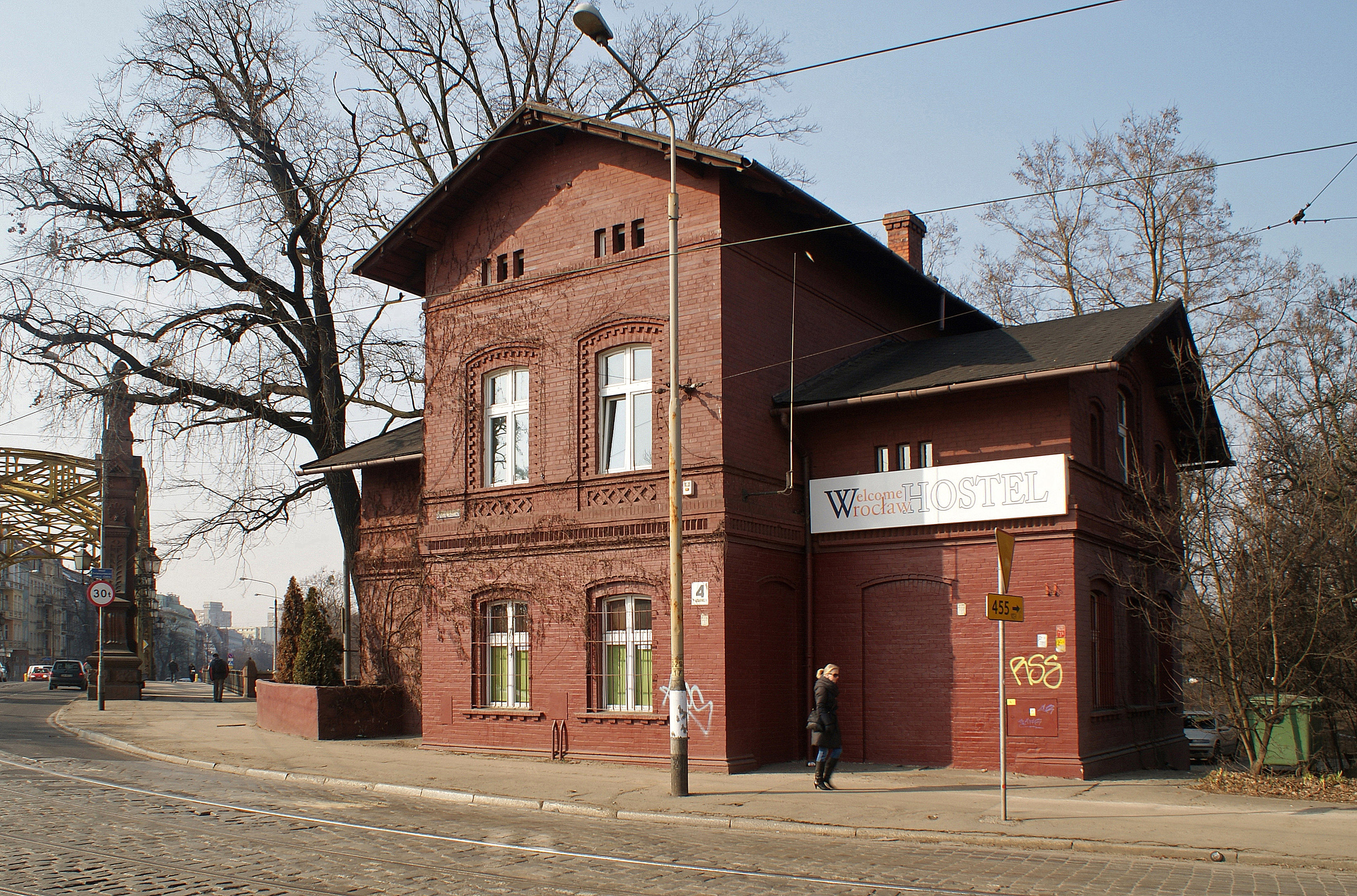
Zachowany do dziś budynek dawnej Rogatki Szczytnickiej przy moście Zwierzynieckim, widocznym po lewej stronie

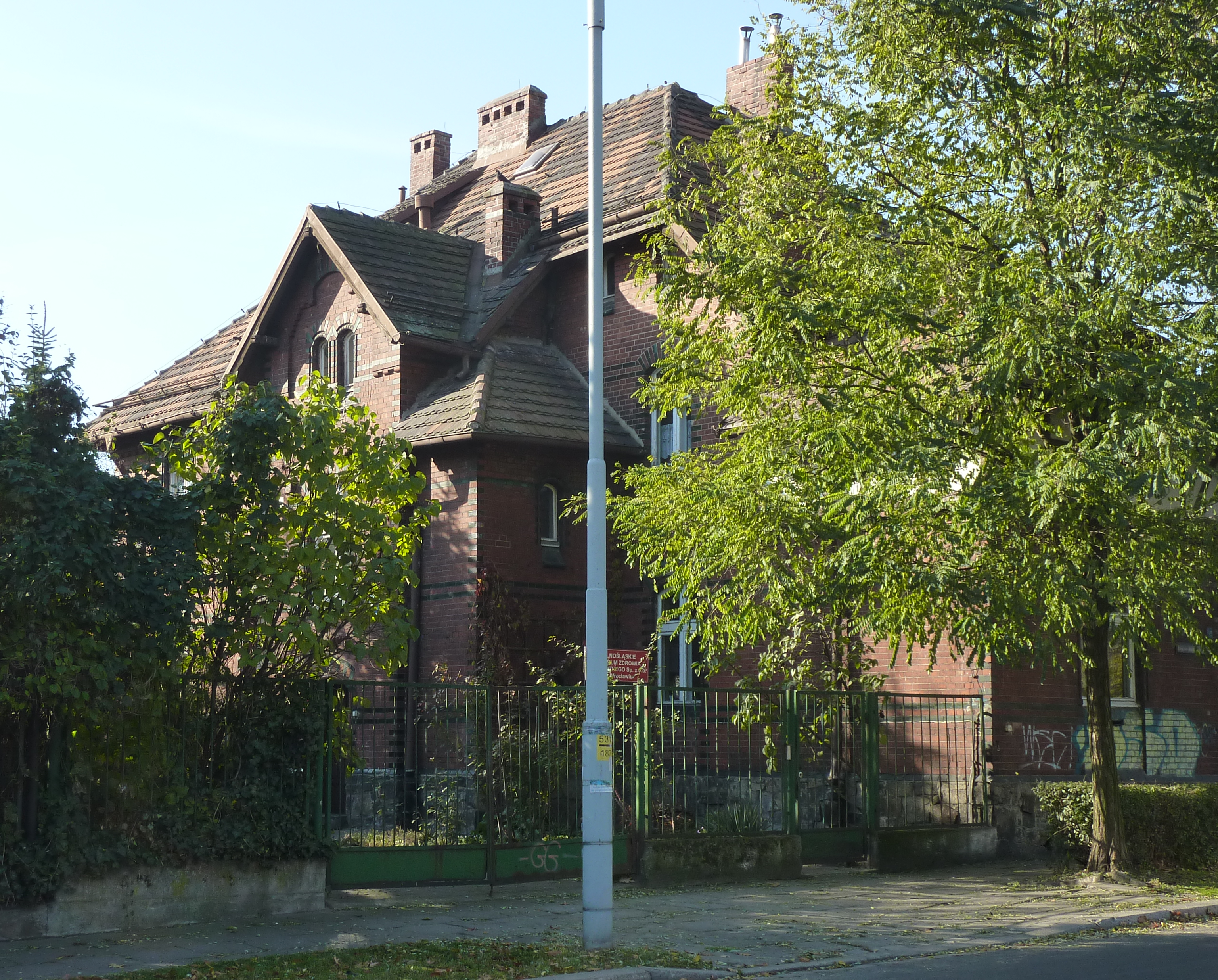
Zachowany do dziś budynek dawnej Rogatki Osobowickiej przy mostach Osobowickich

Rogatki miejskie Wrocławia – system punktów kontrolnych (tzw. rogatek) na obrzeżach Wrocławia, funkcjonujący w XIX wieku, po zburzeniu fortyfikacji miejskich pod koniec pierwszej i na początku drugiej dekady XIX w. Przed likwidacją murów podatki i cła wwozowe pobierane były przy bramach miejskich.

## Rys historyczny
Po zdobyciu miasta przez wojska napoleońskie w styczniu 1807 roku zwycięzcy nakazali likwidację istniejących murów miejskich. Roboty rozbiórkowe trwały przez następnych kilka lat, ale jeszcze przed ich ukończeniem miasto rada miejska podjęła 19 listopada 1808 roku decyzję o formalnym włączeniu w granice Wrocławia jego przedmieść: Świdnickiego (Schweidnitzer Vorstadt), Mikołajskiego (Nikolai-Vorstadt), Odrzańskiego (Oder-Vorstadt), Oławskiego (Ohlauer Vorstadt) i Piaskowego (Sandvorstadt). Po zburzeniu murów i bram opłaty pobierano przy głównych ulicach wylotowych na obwodzie Starego Miasta.
W latach 1808–1820 przeprowadzono reformy pruskiego systemu podatkowego, a w 1825 roku zarząd miasta Wrocławia nakazał pobór podatku przy wwożeniu zwierząt rzeźnych i mąki. Opłaty te pobierano od tego czasu w specjalnie w tym celu wybudowanych piętrowych budynkach – znajdowały się w nich waga towarowa, biuro poborcy podatków i jego mieszkanie – rozmieszczonych przy drogach wiodących do miasta. W miarę rozwoju miasta w ciągu XIX wieku większość z tych obiektów zmieniła swoją pierwotną lokalizację jeden lub dwa razy.
Wymienione poniżej rogatki znajdują się na planie miasta Friedricha Augusta Nösselta z 1831 roku. Kilka lat później ustanowiona została jeszcze rogatka przy drodze z Rakowca (przy obecnej ul. Na Grobli 2, nieopodal Mostu Oławskiego), a w 1868 roku przy drodze z Zalesia (najpierw przy obecnej al. Kochanowskiego, od 1897 roku przy obecnej al. Różyckiego).
Najstarsze z rogatek (z 1825 roku) wyburzone zostały w większości w latach 60. XIX wieku (ostatnia – w latach 20. XX wieku). Budowane one były na planie krzyża greckiego i miały formę klasycystyczną. Późniejsze (realizowane w latach 1868-1903), projektowane przez R. Plüddemanna, F. Friesego i J. Nathansohna były inspirowane budownictwem wiejskim i miały bardziej złożoną architekturę.
System poboru opłat i ceł na rogatkach miejskich funkcjonował do 1910 roku, kiedy zniesiono część obowiązujących wcześniej podatków konsumpcyjnych. Niemal wszystkie wrocławskie rogatki zostały rozebrane lub zniszczone podczas oblężenia w 1945 roku. Tylko dwa z tych obiektów zachowały się do dziś: przy moście Zwierzynieckim i przy mostach Osobowickich.
W historii miasta jeszcze co najmniej dwukrotnie funkcjonowały na jego granicach posterunki kontrolne o charakterze podobnym do rogatek. Latem 1963 roku, podczas epidemii ospy ustanowiony został wokół Wrocławia kordon sanitarny; wjazd do miasta z zewnątrz bez świadectwa szczepienia był zabroniony, również wyjazd poza Wrocław był ściśle kontrolowany. Wraz z wygaśnięciem epidemii i likwidacją kordonu sanitarnego zniknęły także tymczasowe rogatki na drogach wokół miasta. Kolejny raz ustanowiono rogatki po wprowadzeniu w Polsce stanu wojennego w grudniu 1981 roku. W tym czasie posterunki wojska i milicji kontrolowały posiadanie przez przejeżdżających urzędowych przepustek uprawniających do przekraczania granic miasta. Rogatki te zlikwidowano po kilku miesiącach, jeszcze przed zniesieniem stanu wojennego. Tak jednak w 1963 roku, jak i w latach 1981-1982 rogatki te miały charakter tymczasowy i nie budowano dla nich żadnych trwałych obiektów.

## Lista rogatek
Przy głównych drogach dojazdowych do miasta, na nowo ustanowionych w 1808 roku granicach wybudowano początkowo dziesięć budynków rogatek; począwszy od południowego zachodu zgodnie z kierunkiem wskazówek zegara, były to:

### Rogatka Kącka
Rogatka Kącka (Canther Barriere, od niem. nazwy Kątów Wrocławskich: Canth), przy wiodącej do Kątów. Gräbscherner Gasse, potem nazwanej Gräbscherner Straße (dzisiejszej ul. Grabiszyńskiej); rogatka do ok. 1870 r. znajdowała się w budynku nr 48 (który wówczas znajdował się w okolicy skrzyżowania z dzisiejszą ul. Kolejową), potem pod numerem 137 (dzisiejsze skrzyżowanie z ul. Stalową).

### Rogatka Berlińska
Rogatka Berlińska (Berliner Barriere) na Berliner Chaussee (szosie berlińskiej przez Legnicę do Berlina), późniejszej Friedrich-Wilhelm-Straße (ulicy Fryderyka Wilhelma, dzisiejszej ul. Legnickiej); rogatka znajdowała się przy dzisiejszym placu Strzegomskim.

### Rogatka Osobowicka
Rogatka Osobowicka (Oswitzer Barriere, od niem. nazwy ówczesnej wsi Osobowice: Oswitz) na drodze do Osobowic; rogatka ta pierwotnie znajdowała się przy dzisiejszej ul. Reymonta nr 2 (jest to miejsce, gdzie dziś znajduje się wiadukt kolejowy nad ulicą), a od 1898 roku przy Reymonta 13 (zbudowanym w latach 1897–1898) na rogu z wybrzeżem Conrada-Korzeniowskiego, przed (patrząc z miasta w stronę Osobowic) świeżo wówczas oddanymi do eksploatacji mostami Osobowickimi.

### Rogatka Trzebnicka
Rogatka Trzebnicka (Trebnitzer Barriere) przy dzisiejszej ul. Trzebnickiej; lokalizacja pierwotnie pod numerem 42 (tuż przy obecnym wiadukcie kolejowym nad ulicą), a od 1900 roku przy Trzebnickiej 39, przed (patrząc z miasta w stronę Trzebnicy) mostami Trzebnickimi.

### Rogatka przed Psim Polem
Rogatka przed Psim Polem (Hundsfelder Barriere) przy drodze z Wrocławia do Psiego Pola; zlokalizowana była przy obecnej ul. Jedności Narodowej nr 191 (jest to rejon skrzyżowań ul. Jedności Narodowej z ul. Damrota i z ul. Żeromskiego).

### Rogatka Szczytnicka
Rogatka Szczytnicka (Scheitniger Barriere) przy drodze do Szczytnik (niem. Scheitnig); lokalizacja pierwotnie przy dzisiejszej ul. Curie-Skłodowskiej 2 (przy skrzyżowaniu z dzisiejszą ul. Mikołaja Reja), a od 1868 roku przy ul. Mickiewicza 4, za (patrząc z miasta w stronę Szczytnik) Mostem Zwierzynieckim.

### Rogatka Oławska
Rogatka Oławska (Ohlauer Barriere) przy szosie oławskiej (niem. Ohlauer Chaussee, dzisiejszej ul. Krakowskiej) wiodącej do miasta Oława (niem. Ohlau); lokalizacja przy Krakowskiej nr 1 (przy skrzyżowaniu z ul. Na Niskich Łąkach), a od 1902 roku przy Krakowskiej 148/150, przed (patrząc z Wrocławia w stronę Oławy) skrzyżowaniem z ul. Karwińską.

### Rogatka Strzelińska
Rogatka Strzelińska (Strehlener Barriere) przy drodze do Strzelina (niem. Strehlen); zlokalizowana była przy skrzyżowaniu tej drogi z Angerstraße (ulicą Pastwiskową; dziś jest to wschodni odcinek ul. Piłsudskiego); w 1841 roku obok tej rogatki wybudowany został pierwszy dworzec kolejowy w mieście, wówczas nazywany Ohlauer Bahnhof (Dworzec Oławski), później zaś Oberschlesischer Bahnhof (Dworzec Górnośląski); po roku 1868 rogatkę tę przeniesiono dalej od miasta, na dzisiejszą ul. Hubską nr 121 (przy skrzyżowaniu z dzisiejszą ul. Kamienną).

### Rogatka Borowska
Rogatka Borowska (Bohrauer Barriere) przy drodze do Borowa w pow. strzelińskim (niem. Bohrau), noszącej do 1945 roku nazwę Bohrauerstraße, a obecnie ul. Borowska; lokalizacja pierwotnie przy ul. Ślężnej nieopodal wybudowanego później wiaduktu kolejowego nad ulicą, a od 1868 roku przy ul. Borowskiej 96 (przy skrzyżowaniu z dzisiejszą ul. Wieczystą).

### Rogatka Świdnicka
Rogatka Świdnicka (Schweidnitzer Barriere) przy drodze prowadzącej z miasta na południe, do Świdnicy (niem. Schweidnitz), przy Neue Schweidnitzer Straße (ulicy "nowej Świdnickiej", jest to przedłużenie ul. Świdnickiej, obecna ul. Powstańców Śląskich); rogatka zlokalizowana była pierwotnie przy obecnym wiadukcie kolejowym nad ulicą, od ok. 1870 roku przy obecnej Powstańców Śl. nr 156 (skrzyżowanie z Al. Wiśniową), a od 1903 roku przy Powstańców Śl. nr 211/217 (przy skrzyżowaniu z dzisiejszą ul. Krzycką).